# Suck
Suck é um filme canadiano de 2009, do género humor negro, escrito e dirigido por Rob Stefaniuk. O filme é protagonizado pelo próprio Stefaniuk, pelos atores Jessica Paré, Nicole de Boer e Malcolm McDowell, e pelas lendas do rock Alice Cooper, Iggy Pop, Henry Rollins e Alex Lifeson (da banda Rush).

## Enredo
A narrativa gira em torno de uma ambiciosa banda, que não consegue atingir o sucesso desejado. Isso muda ao Alice Cooper, vocalista da banda, ser transformado em vampiro. Logo este transforma os restantes integrantes da banda, que a partir daí obtém um maior destaque no mundo da música.[carece de fontes?]